# 뉴욕 야사
《뉴욕 야사》(영어: Foxes)는 미국에서 제작된 에이드리언 라인 감독의 1980년 성장 드라마 영화이다. 제럴드 에어스가 각본을 쓰고 제작에 참여하였으며, 조디 포스터, 스콧 베이오, 샐리 켈러먼, 랜디 퀘이드, 체리 커리 등이 출연하였다.

## 출연진
- 조디 포스터
- 스콧 베이오
- 샐리 켈러먼
- 랜디 퀘이드
- 로이스 스미스
- 애덤 페이스
- 체리 커리
- 캔디스 스트로
- 로버트 로매너스
- 로저 보언
- 로라 던
- 프레드릭 레인
- 버디 포스터

## 기타 제작진
- 협력 제작: 조엘 블래스버그, 제프리 커클런드, 마이클 세러신
- 배역: 페니 페리, 메이 윌리엄스